# Вольниця (Вармінсько-Мазурське воєводство)
Вольниця (пол. Wolnica, нім. Freimarkt) — село в Польщі, у гміні Любоміно Лідзбарського повіту Вармінсько-Мазурського воєводства.
Населення — 237 осіб (2011).

## Демографія
Демографічна структура станом на 31 березня 2011 року:
|          | Загалом | Допрацездатний вік | Працездатний вік | Постпрацездатний вік |
| -------- | ------- | ------------------ | ---------------- | -------------------- |
| Чоловіки | 121     | 23                 | 89               | 9                    |
| Жінки    | 116     | 30                 | 62               | 24                   |
| Разом    | 237     | 53                 | 151              | 33                   |